# Rippey
Rippey is een plaats (city) in de Amerikaanse staat Iowa, en valt bestuurlijk gezien onder Greene County.

## Demografie
Bij de volkstelling in 2000 werd het aantal inwoners vastgesteld op 319. In 2006 is het aantal inwoners door het United States Census Bureau geschat op 294, een daling van 25 (-7,8%).

## Geografie
Volgens het United States Census Bureau beslaat de plaats een oppervlakte van 2,2 km², geheel bestaande uit land. Rippey ligt op ongeveer 327 m boven zeeniveau.

## Plaatsen in de nabije omgeving
De onderstaande figuur toont nabijgelegen plaatsen in een straal van 16 km rond Rippey.